# Caloptilia burserella
Caloptilia burserella är en fjärilsart som först beskrevs av August Busck 1900.  Caloptilia burserella ingår i släktet Caloptilia och familjen styltmalar.
Artens utbredningsområde är Kuba. Inga underarter finns listade i Catalogue of Life.